# ایرینوتکان
ایرینوتکان (انگلیسی: Irinotecan؛ تلفظ انگلیسی: ایرینوتیکَن) که با نام تجاری کَمپتوسار (Camptosar) هم شناخته می‌شود، یک داروی شیمی‌درمانی است که در درمان سرطان روده بزرگ و سرطان ریه نوعِ سلول کوچک (SCLC) کاربرد دارد. برای درمان سرطان روده بزرگ این دارو به‌تنهایی یا در ترکیب با فلوروراسیل و برای درمان سرطان ریه نوع سلول کوچک در ترکیب با سیس‌پلاتین بکار می‌رود. این دارو به صورت تزریق وریدی تجویز می‌شود.
شایع‌ترین عوارض جانبی این دارو عبارتند از: اسهال، استفراغ، نارسایی مغز استخوان، ریزش مو، تنگی نفس و تب. عوارض جانبی شدید آن هم شامل ترومبوز، التهاب روده بزرگ واکنش‌های حساسیتی است. افرادی که دارای هر دو نسخهٔ واریانِ ژنیِ UGT1A1*28 هستند، بیشتر از سایرین در معرض عوارض جانبی این دارو هستند. مصرف این دارو در دوران بارداری ممکن است به جنین صدمه بزند.
ایرینوتکان یکی از اعضای خانوادهٔ دارویی «بازدارنده‌های توپوایزومراز» است که کارش را از طریق مهار توپوایزومراز نوع ۱ انجام می‌دهد که منجر به آسیب دی‌ان‌ای و مرگ سلولی می‌شود. ایرینوتکان از مادهٔ طبیعی کمپتوتسین بدست می‌آید.
این دارو در سال ۱۹۹۶ میلادی توسط سازمان غذا و دارو آمریکا پذیرفته شد و هم‌اکنون جزءِ داروهای ضروری سازمان جهانی بهداشت است که مجموعه‌ای از مؤثرترین و بی‌خطرترین داروها در سیستم سلامت هستند.
ایرینوتکان در انگلستان به صورت ژنریک در دسترس است و ۱۱۴٫۰۰ پوند استرلینگ به‌ازای هر ۱۰۰ میلی‌گرم، برای سرویس سلامت همگانی (ان‌اچ‌اس) هزینه دارد.